# Ishania ocosingo
Ishania ocosingo är en spindelart som beskrevs av Rudy Jocqué och Léon Baert 2002. Ishania ocosingo ingår i släktet Ishania och familjen Zodariidae. Inga underarter finns listade i Catalogue of Life.